# ریچل شنتون
ریچل شنتون (انگلیسی: Rachel Shenton؛ زادهٔ ۲۱ دسامبر ۱۹۸۶) هنرپیشه و فیلم‌نامه‌نویس اهل بریتانیا است.
او نویسنده فیلم‌نامه و بازیگر فیلم کودک خاموش (۲۰۱۷) به کارگردانی کریس اورتون بود که در نودمین دوره جوایز اسکار برنده جایزه اسکار بهترین فیلم کوتاه شد.